# Foa brachygramma
Foa brachygramma är en fiskart som först beskrevs av Jenkins, 1903.  Foa brachygramma ingår i släktet Foa och familjen Apogonidae. Inga underarter finns listade i Catalogue of Life.